# Beata Bigaj
Beata Bigaj (ur. 1972 w Chrzanowie) – polska malarka i graficzka, wykładowca Uniwersytetu Ignatianum w Krakowie.

## Życiorys
Studiowała w krakowskiej Akademii Sztuk Pięknych. W 1997 roku otrzymała dyplom z wyróżnieniem w Pracowni Litografii na Wydziale Grafiki (promotor prof. Roman Żygulski). Zajęcia z malarstwa realizowała w pracowniach prof. Zbysława Maciejewskiego oraz prof. Stanisława Rodzińskiego. W 2005 roku uzyskała stopień doktora sztuk plastycznych za pracę doktorską pt. Figura i odniesienie, której promotorem był prof. Stanisław Rodziński, a w 2012 roku - stopień doktora habilitowanego sztuk plastycznych w dyscyplinie sztuki piękne za pracę pt. Sub-realizm. Obrazowanie wobec człowieka. W 1994 roku otrzymała stypendium kanadyjskiej fundacji The Elizabeth Greenshields Foundation. W 2008 roku została laureatką Stypendium Ministra Kultury i Dziedzictwa Narodowego "Młoda Polska". Była stypendystką Ministra Kultury i Dziedzictwa Narodowego w 2017 r.. W 2024 r. została uhonorowana brązowym Medalem „Zasłużony Kulturze Gloria Artis” .
Jest członkiem Związku Polskich Artystów Plastyków oraz Międzynarodowego Stowarzyszenia Focus-Europa. Współtworzyła Stowarzyszenie Artystów Kontrapost (2001 – 2018). Jej prace znajdują się m.in. w zbiorach: Muzeum Narodowego w Krakowie, Muzeum Wojska Polskiego w Warszawie, w Muzeum Archidiecezjalnym w Krakowie, we Frissiras Museum w Atenach, w galeriach oraz u prywatnych kolekcjonerów. Jest profesorem nadzwyczajnym Uniwersytetu Ignatianum w Krakowie. W pracy naukowej skupia się na problemach warsztatu artystycznego i doświadczeniach procesu twórczego, interesuje ją sztuka figuratywna, a także przemiany artystyczne początków XX wieku i twórczość ekspresjonistyczna.
Jej prace były pokazywane na ponad 100 wystawach (z czego ponad 40 indywidualnych). Miała swoje indywidualne wystawy w Polsce i za granicą, m.in. w: Muzeum Archidiecezjalnym w Krakowie (2023), Miejskiej Galerii Sztuki MM w Chorzowie (2023), Centrum Spotkania Kultur w Lublinie (2023), w Galerii “U Jezuitów” Poznań (2020), w Miejskiej Galerii Sztuki w Częstochowie (2018), w BWA w Sandomierzu (2018), BWA Piła (2018), Galerii Pryzmat w Krakowie (2017), Otwartej Pracowni w Krakowie (2016),Galerii Sanockiej BWA w Sanoku (2014) czy Galerii Garbary 48 w Poznaniu. Za granicą wystawiała swoje prace m.in. w galeriach w: Niemczech,Grecji , Holandii, we Włoszech, w Hiszpanii, na Litwie i w USA.